# Platyplectrurus madurensis
Platyplectrurus madurensis is een slangensoort uit de familie van de schildstaartslangen (Uropeltidae).

## Naam en indeling
De wetenschappelijke naam van de soort werd voor het eerst voorgesteld door Richard Henry Beddome in 1877.

### Ondersoorten
De soort wordt verdeeld in twee ondersoorten die onderstaand zijn weergegeven, met de auteur en het verspreidingsgebied.
| Naam                               | Auteur             | Verspreidingsgebied |
| ---------------------------------- | ------------------ | ------------------- |
| Platyplectrurus madurensis         | Beddome, 1877      | India, Sri Lanka    |
| Platyplectrurus madurensis ruhunae | Deraniyagala, 1954 | India               |

## Verspreiding en habitat
De slang komt voor in delen van Azië en leeft in de landen India en Sri Lanka.
De habitat bestaat uit tropische en subtropische bergbossen, daarnaast wordt het dier gevonden in plantages en tuinen. De slang komt voor op 1200 tot 1800 meter hoogte boven zeeniveau in de West-Ghats in de Indische staten Tamil Nadu en Kerala.

## Beschermingsstatus
Door de internationale natuurbeschermingsorganisatie IUCN is de beschermingsstatus 'bedreigd' toegewezen (Endangered of EN).
Het is een zeldzame soort die slechts bekend is van enkele vondsten. Het verspreidingsgebied is waarschijnlijk niet groter dan 1.000 km2 en de soort wordt bedreigd door habitatverlies vooral als gevolg van ontbossing.